# Норвегия на летних Олимпийских играх 1956
Норвегия принимала участие в летних Олимпийских играх 1956 года в Мельбурне (Австралия) в одиннадцатый раз за свою историю, и завоевала одну золотую и две бронзовые медали.

## Медалисты
| Медаль | Спортсмен        | Вид спорта      | Дисциплина                      |
| ------ | ---------------- | --------------- | ------------------------------- |
| Золото | Эгиль Даниельсен | Лёгкая атлетика | Мужчины, метание копья          |
| Бронза | Эудун Бойсен     | Лёгкая атлетика | Мужчины, 800 м                  |
| Бронза | Эрнст Ларсен     | Лёгкая атлетика | Мужчины, 3000 м с препятствиями |